# Чек-пост
Чек-по́ст (ивр. צ׳ק פוסט‎), также дорожно-транспортная развязка «Крайо́т» (מחלף הקריות‎) — дорожно-транспортная развязка на северном выезде из города Хайфы, Израиль.
Трёхсторонний перекрёсток, связывающий города Хайфу и Нешер с промышленной зоной Хайфы и расположенными далее к северу городами-спутниками Хайфы, известными под общим названием Крайот (קריות‎). От трёх до четырёх полос движения при приближении к перекрёстку с каждой стороны. В начале 2000-х годов был построен двухполосный мост (виден на фотографии), позволяющий машинам из Хайфы поворачивать в направлении промышленной зоны и городов-спутников, минуя светофор.
Название перекрёсток получил от проверочного пункта (англ. check post) британских властей, располагавшегося на этом месте во время британского мандата (1918—1948).
На перекрёстке и в его окрестностях расположены: северный автовокзал города Хайфы («Меркази́т а-Мифра́ц», ивр. מרכזית המפרץ‎); бизнес- и торговые центры «Си́ти-Молл» (סיטי מול‎) и «Лев а-Мифра́ц» (לב המפרץ‎); ж/д станция; мебельные магазины, магазины электротоваров, автосалоны и автомастерские; дискотеки и ночные клубы, стрип-бары, рестораны; несколько круглосуточных мини-маркетов.
На перекрёстке Чек-пост располагается промежуточная станция (по состоянию на начало 2024 года станция является технической: посадка и высадка пассажиров невозможны) канатной дороги Ракавлит, соединяющей Мерказит ха-Мифрац, Технион и Хайфский университет.